# S-Bahn Vorarlberg

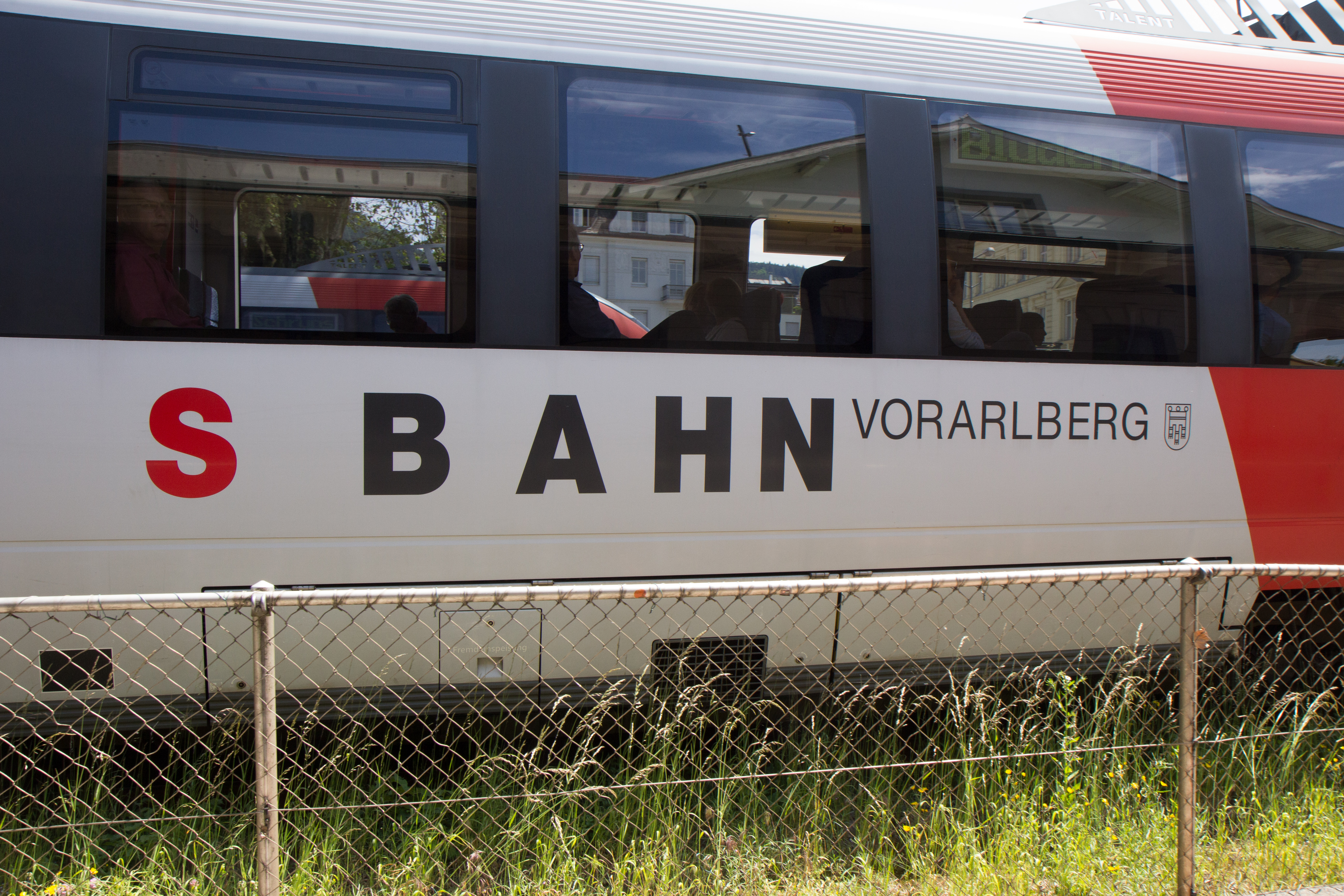
Wortmarke S-Bahn Vorarlberg an einem ÖBB-Triebzug der Reihe 4024

Die S-Bahn Vorarlberg ist ein Nahverkehrssystem im österreichischen Bundesland Vorarlberg mit kürzeren Streckenabschnitten im benachbarten Ausland. Sie ist in den Verkehrsverbund Vorarlberg (VVV) integriert, dessen Rückgrat sie darstellt.

## Geschichte

### Etablierung der Marke
Ab Dezember 2005 wurden erste Talent-Triebzüge der Österreichischen Bundesbahnen (ÖBB) mit der Aufschrift „S-Bahn Vorarlberg“ beklebt, später auch Triebzüge der Montafonerbahn. Die Zuggattung „S-Bahn“ wurde anfangs nur in Fahrplänen des VVV verwendet, in den offiziellen ÖBB-Fahrplänen waren die Züge vorerst weiterhin als Regionalzüge geführt, erst später übernahmen auch die ÖBB die Liniennummern S1 und S3. Seit Dezember 2020 verkehren auch die Züge der Linie S4 im Fahrplan offiziell unter dieser Bezeichnung.

### Verdichtung des Taktes
In den ersten Jahren wurde das Angebot der S-Bahn Vorarlberg laufend ausgebaut und jährlich zum Fahrplanwechsel angepasst. Die wichtigsten Schritte waren:
- Dezember 2011: S1: Verlängerung des Halbstundentaktes bis 23:00 Uhr.[1]
- Dezember 2016: S3: Vervollständigung des Halbstundentaktes an Werktagen[2]
- Dezember 2017: S1: Durchgehender Stundentakt in Nächten vor Samstagen, Sonntagen und Feiertagen[3]

### Netzausbau 2021
Im Dezember 2021 nahm die Linie S5 den Betrieb auf, vorerst noch beschränkt auf vier an Werktagen außer Samstag verkehrende Zugpaare. Gleichzeitig wurde die Linie S7 der S-Bahn St. Gallen an Wochenenden im Zweistundentakt bis nach Lindau verlängert, der Streckenabschnitt zwischen St. Margrethen und Lindau wird dabei gleichzeitig als Linie S7 der S-Bahn Vorarlberg geführt.

### Modernisierung der Fahrzeuge
2018 wurden alle Züge der Reihe 4024 innen auf Cityjet-Standard (neue Sitzbezüge, Bildschirme, …) modernisiert.
Ab Mitte 2019 sollten neue Triebwagen des Typs Bombardier Talent 3 zum Einsatz kommen, um den immer größer werdenden Fahrgastzahlen gerecht zu werden. Allerdings verzögerte sich deren Zulassung für Österreich, Deutschland und die Schweiz immer weiter. Zunächst wurde als Übergangslösung entschieden, acht Garnituren gegen modernisierte Talent 1 Cityjets auszutauschen. Nachdem dann aber Bombardier auch für einen Probebetrieb im November 2020 nur eine einzige Garnitur zur Verfügung stellen konnte und sich weitere Verzögerungen im Zulassungsverfahren ankündigten, entschieden sich die ÖBB, den Auftrag erneut auszuschreiben.
Im August 2021 wurde bekanntgegeben, dass die ÖBB statt der ursprünglich für Vorarlberg vorgesehenen 21 Talent 3 die gleiche Stückzahl Desiro-Garnituren bei Siemens bestellen würden. Pünktlich im Dezember 2022 wurden die ersten 12 in Betrieb genommen, die restlichen neun folgten bis November 2023.

## Linien
| Linie | Laufweg                                                                                   | Strecken                                                         | Betriebsführung                                             | Inbetriebnahme    |
| ----- | ----------------------------------------------------------------------------------------- | ---------------------------------------------------------------- | ----------------------------------------------------------- | ----------------- |
| S 1   | Lindau-Insel – Bregenz – Bludenz                                                          | Bahnstrecke Lindau–Bludenz                                       | ÖBB                                                         | 11. Dezember 2011 |
| S 2   | Feldkirch – Buchs SG                                                                      | Bahnstrecke Feldkirch–Buchs                                      | ÖBB                                                         | 11. Dezember 2022 |
| S 3   | Bregenz – St. Margrethen                                                                  | Bahnstrecke Lindau–Bludenz, Bahnstrecke St. Margrethen–Lauterach | ÖBB                                                         | 11. Dezember 2011 |
| S 4   | Bludenz – Schruns                                                                         | Montafonerbahn                                                   | seit Dezember 2021 ÖBB im Auftrag der MBS, zuvor MBS selbst | 9. Dezember 2012  |
| R 5   | St. Margrethen – Lustenau – Dornbirn (– Feldkirch)                                        | Bahnstrecke St. Margrethen–Lauterach, Bahnstrecke Lindau–Bludenz | ÖBB                                                         | 12. Dezember 2021 |
| S 7   | Weinfelden – Sulgen – Romanshorn – Rorschach (– St. Margrethen – Bregenz – Lindau-Reutin) |                                                                  | Thurbo                                                      | 12. Dezember 2021 |

### S1: Lindau – Bludenz
Die S1 verkehrt zwischen Bregenz Hafen und Bludenz Montag bis Freitag von 4:00 Uhr, samstags von 5:00 Uhr und sonn- und feiertags von 6:00 Uhr morgens bis nach Mitternacht im Halbstundentakt. Mehrere Verbindungen sind bis Lochau-Hörbranz oder Lindau verlängert. In Nächten auf Samstage sowie Sonn- und Feiertage fährt die S1 zwischen Lochau-Hörbranz und Bludenz zwischen Mitternacht und 6:00 Uhr morgens im Stundentakt durch, um angesichts vieler „Disko-Unfälle“ speziell jugendlichen Nachtschwärmern eine Alternative zum Auto zu bieten.
Da auf der Bahnstrecke Lindau–Bludenz zusätzlich auch noch regelmäßige Regional-Express-Züge, Railjets und ICs verkehren, besteht untertags ein Gesamtangebot von vier regelmäßigen Verbindungen pro Stunde in jede Richtung.
Die wichtigsten Nahverkehrsknoten entlang der Strecke sind Bregenz, Dornbirn, Feldkirch und Bludenz. Auch die Bahnhöfe in Hohenems, Götzis, Rankweil und Schruns sind wichtige Knotenpunkte mit dem lokalen Busverkehr.

### S2: Feldkirch – Buchs SG
Obwohl das ursprüngliche Projekt S-Bahn Liechtenstein scheiterte, das einen Ausbau der Bahnstrecke Feldkirch–Buchs vorsah, weil die Liechtensteiner Stimmbürger die Finanzierung ablehnten, wurde die Strecke ohne Ausbau zum Fahrplanwechsel im Dezember 2021 als Linie S2 in das System der S-Bahn Vorarlberg integriert. Zunächst führten jedoch sowohl die ÖBB als auch der Verkehrsverbund Vorarlberg die betreffenden Züge weiterhin unter den Zuggattungen Regional-Express beziehungsweise Regionalzug, erst seit Dezember 2022 laufen sie großteils unter der Zuggattung S-Bahn. Jedoch besteht weiterhin kein Taktfahrplan.

### S3: Bregenz – St. Margrethen
Die S3 verkehrt von 6:00 Uhr morgens bis Mitternacht in einem Stundentakt, der montags bis samstags bis 20:00 Uhr auf einen Halbstundentakt verdichtet ist. Mit ihrem Endpunkt in St. Margrethen bietet die S3 Anschluss an die S-Bahn St. Gallen. Wichtigster Nahverkehrsknoten entlang der Strecke ist Lustenau.

### S4: Schruns – Bludenz
Auf der Montafonerbahn zwischen Schruns und Bludenz verkehren die Züge überwiegend im Halbstundentakt, in den Abendstunden wird ein Stundentakt gefahren. Der Verkehrsverbund Vorarlberg bezeichnet die Züge seit dem Fahrplanwechsel Ende 2012 als S-Bahn, in den Fahrplänen der ÖBB werden sie seit dem Fahrplanjahr 2020 als S4 geführt. Seit dem Fahrplanwechsel im Dezember 2020 verkehrten auf der S4 aufgrund des Verkehrsvertrages, welcher barrierefreie Züge vorschreibt, ausschließlich ÖBB-Züge der Reihe 4024. Im Jahr 2023 wurde auch diese Strecke auf die mehr Platz bietenden und längeren Siemens Desiro ML der Baureihe ÖBB 4748 umgestellt. Einige der Züge von und nach Schruns werden als S1 von und nach Bregenz Hafen oder als REX1 von und nach Lindau Insel durchgebunden.

### R5: St. Margrethen – Lustenau – Dornbirn – Feldkirch
Zum Fahrplanwechsel im Dezember 2021 wurde in der Hauptverkehrszeit die neue Linie S5 zwischen Lustenau und Dornbirn und teilweise bis Feldkirch eingeführt, die die südliche Verbindungsschleife in Lauterach zwischen der Bahnstrecke St. Margrethen–Lauterach und Bahnstrecke Lindau–Bludenz befährt. Die auf dieser Linie verkehrenden Züge scheinen im Fahrplan der ÖBB als Regionalzüge auf.
Mit dem Fahrplanwechsel 2022/23 wurde die Linie bis nach St. Margrethen verlängert; seitdem wird die Strecke auch seitens des Verkehrsverbund Vorarlberg als R5 bezeichnet.

### S7: Romanshorn – St. Margrethen – Bregenz – Lindau
Die von der schweizerischen Bahngesellschaft Thurbo betriebene Linie verkehrt entlang des Bodenseeufers von Romanshorn in der Schweiz über Bregenz in Österreich bis nach Lindau in Deutschland und verbindet damit alle drei Bodensee-Anrainerstaaten. Im Fahrplan der ÖBB werden die Züge dieser Linie als Regional-Express (REX7) kategorisiert.
Der grenzüberschreitende Verkehr begann am 12. Dezember 2021 mit einem auf das Wochenende beschränkten Zweistundentakt zwischen Romanshorn und Lindau-Reutin. Seit Dezember 2023 fahren drei der Zugpaare auch werktags, und im Dezember 2024 wurde die Linie bis Lindau-Insel verlängert.

## Fahrzeugeinsatz

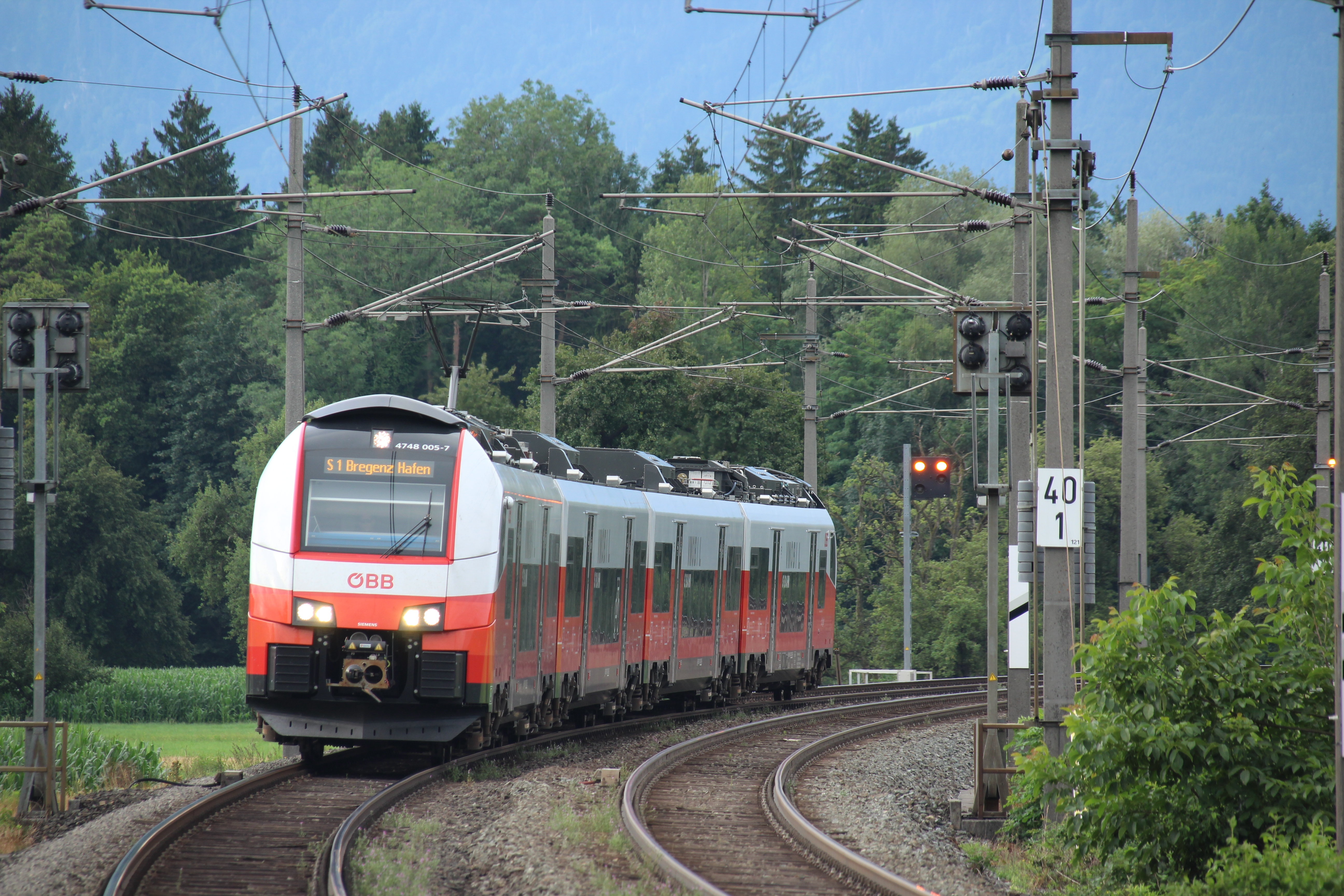
Neuer Siemens-Desiro-Triebzug

Seit Dezember 2022 kommen bei der S-Bahn Vorarlberg 21 Elektrotriebwagen der ÖBB-Reihe 4748 im Cityjet-Design zum Einsatz. Sie fahren mit einer Höchstgeschwindigkeit von 160 km/h und bieten barrierefreie Einstiege, verstellbare Sitze, Leselampen und Steckdosen bei den Sitzplätzen, Fahrrad- und Kinderwagenabstellplätze neben jeder Türe und insgesamt vier Rollstuhlplätze. Einer der beiden Mittelwagen wird je nach Saison angepasst: Im Winter stehen Skiträger zur Verfügung, im Sommer 23 zusätzliche Fahrradabstellplätze. 19 Garnituren sind nach Vorarlberger Regionen, Städten oder Gemeinden benannt, die anderen beiden tragen als Zeichen der Nähe zu den Nachbarn die Namen „Kanton St. Gallen“ und „Lindau“.
Auf der S7 verkehren Stadler-Züge.